# Rhinogobius lanyuensis
Rhinogobius lanyuensis es una especie de pez de la familia de los Gobiidae en el orden de los Perciformes.

## Morfología
- Los machos pueden llegar a alcanzar los 6,7 cm de longitud total.
- Número de vértebras: 26.[1]

- Número de radios en las aletas pectorales 19 a 21.
- Número de escamas en la serie longitudinal 33 a 35.
- Ocho barras oscuras verticales en el costado del cuerpo.
- Las hembras presentan una raya marrón discontinua a lo largo de la línea media lateral.[2]

## Hábitat
Es un pez Agua dulce, y de clima subtropical

## Distribución geográfica
Se encuentran en Asia: Taiwán y China.

## Observaciones
Es inofensivo para los humanos.